# Onze-Lieve-Vrouwkerk (Herent)

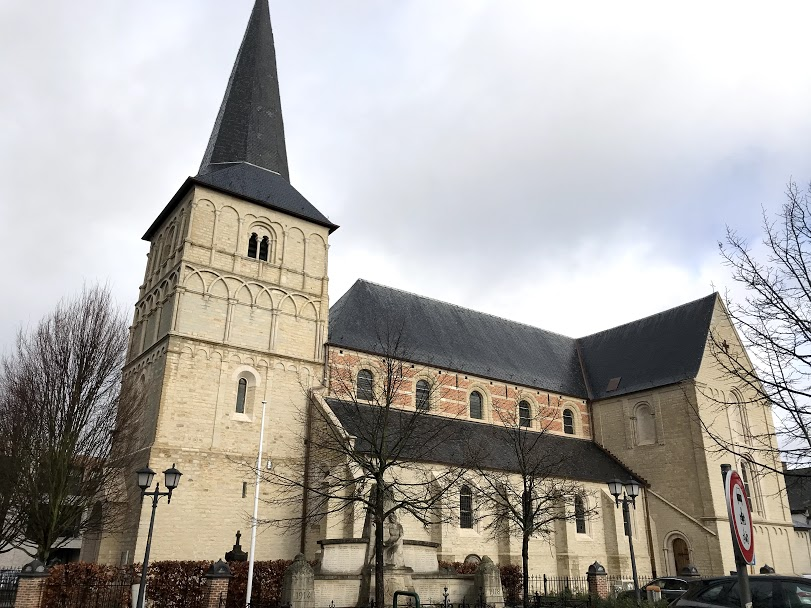
De Onze-Lieve-Vrouwkerk in Herent in 2019

De Onze-Lieve-Vrouwkerk is een Belgische parochiekerk in de Vlaams-Brabantse gemeente Herent, gelegen aan het Onze-Lieve-Vrouwplein. De parochie behoort tot het dekenaat Herent en heeft als patroon Onze Lieve Vrouw. De kerk staat op het naar haar vernoemde Onze-Lieve-Vrouwplein in Herent. 

## Geschiedenis
Het oudste gedeelte van de kerk, de romaanse vierkante toren, dateert uit de tweede helft van de 12e eeuw. Dit deel is vervaardigd uit zandsteen en diende in tijden van gevaar als schuiloord voor de bevolking. Dit is te zien aan de smalle venstertjes van de onderste verdiepingen. Deze romaanse toren, welke vier geledingen omvat, heeft een bijzondere versiering van metselwerk. Hij is opgetrokken in witte zandsteen. De torenspits werd later die eeuw bijgebouwd. In de 13e eeuw volgden er verschillende bouwcampagnes waarin het gotisch koor en de kruisbeuken werden opgetrokken.
In 1578 brandde de toren en drie beuken volledig uit nadat hij geplunderd werd door de Geuzen. De resterende beuken en het overblijvende koor werden, uit geldgebrek, als tijdelijk kerkgebouw gebruikt. De zijbeuken zijn eveneens romaans maar werden gewijzigd in 1626-1629 toen de kerk deels werd herbouwd. Ook de middenbeuk werd toen herbouwd in gotische stijl. Het koor en transept zijn gotisch en deel gebouwd in Lediaanse steen en deels in ijzerzandsteen. Rond 1724 was de kerk volledig hersteld.
Rond 1900 vond een hoognodige restauratie van het volledige gebouw plaats, waaronder ook de verplaatsing van het orgel.

## Restauratie in 2017
In 2017 stond een grote restauratie van de kerk op het programma. De gemeente Herent contacteerde het Agentschap Onroerend Erfgoed voor goedkeuring en subsidiëring. Midden 2017 gingen de restauratiewerken, goed voor 690.765 euro, van start. Zowel de gevels, het dakgebinte, de dakbedekking, de buitenaanleg, de kerkhofmuren als de riolering werden grondig onder handen genomen. Tijdens de werken bleef de kerk steeds open voor erediensten.

## Interieur

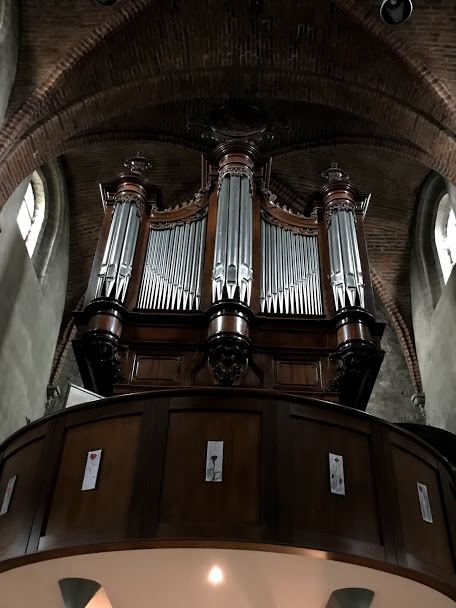

### Orgel
De kerk is uitgerust met een merkwaardig Robustelly-orgel uit 1770. In 1900 werd het orgel uit de kerk verwijderd naar aanleiding van een grote restauratie. De Robustelly belandde in de torenkamer, helaas waren aanpassingen aan de orgelkast en het pijpwerk hiervoor noodzakelijk. 
In 1996 herstelde orgelbouwer Jean-Pierre Draps uit Erps-Kwerps het orgel in zijn oorspronkelijke vorm. De restauratie had als gevolg dat het orgel terug in de kerk werd geplaatst. Hiervoor moest speciaal een nieuw dorsaal worden gebouwd. Op zondag 6 april 1997 werd de restauratie van het orgel gevierd door een optreden van de bekende concertorganist Jos Van Immerseel uit Antwerpen.

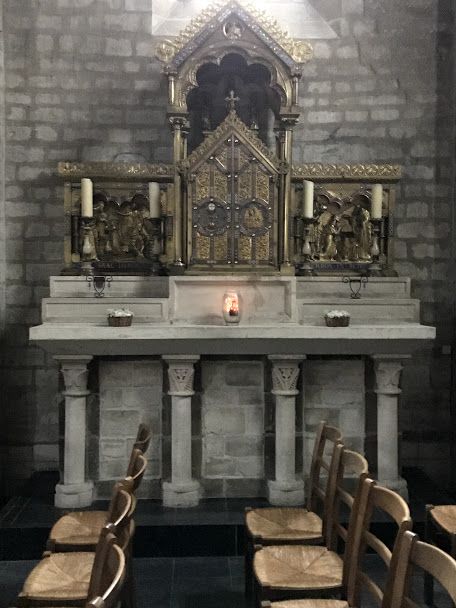

### Altaar
Het altaar in de kerk wordt ook wel het Van Bladelaltaar genoemd, genoemd naar E.H. Hyppoliet Van Bladel. Toen hij in het jaar 1906 25 jaar pastoor van Herent was, kreeg hij als cadeau van zijn parochianen en vrienden een nieuw hoofdaltaar. Het altaar is vervaardigd uit verguld brons en heeft een neogotische stijl. Het werd gebouwd door goudsmid J. Wilmotte in 1908.

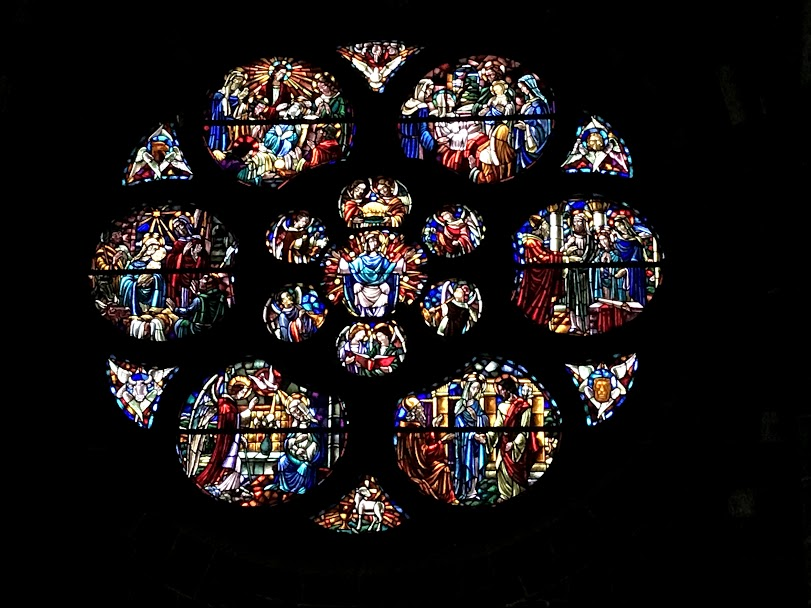
Roosvenster

### Roosvenster
Aan de oostkant van de kerk prijkt een groot glasvenster, ook wel het roosvenster genoemd. De juiste datering is niet gekend maar in 1854 liet de toenmalige pastoor het glasraam aanbrengen. Het is echter niet geweten of het daarbij om een aanpassing of een volledige vervanging ging. Na de Tweede Wereldoorlog werd het roosvenster gerestaureerd door Lou Asperslagh. De afbeeldingen in het roosvenster draaien allemaal rond het leven van Maria: 
- Centraal: O.L.V.-ten-Hemelopneming
- Zes kleinere cirkels: engelen die Maria eren
- Zes grotere cirkels: belangrijke gebeurtenissen uit het leven van Maria
- Zes kleine puntfiguren: symbolische voorstellingen van de Heilige-Drievuldigheid en van de Vier Evangelisten

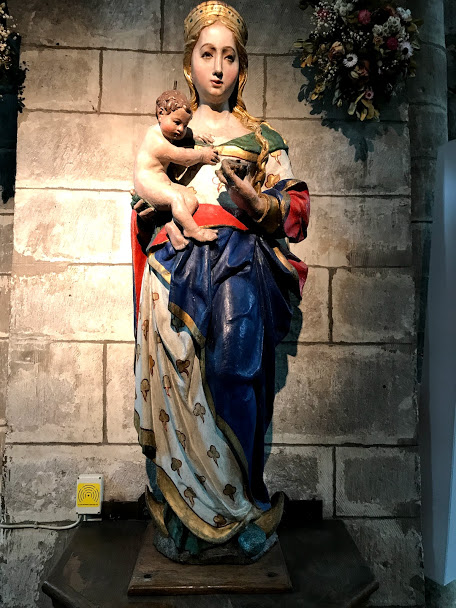

### Onze-Lieve-Vrouwbeeld met kind
Het Onze-Lieve-Vrouwbeeld met kind wordt ook het Onze-Lieve-Vrouw-Licht-der-Blinden genoemd. Het beeld resteert uit de 16e eeuw en stelt Maria voor met op haar rechterarm het Kindje Jezus. Jezus reikt naar een gehalveerde druiventros in de linkerhand van Maria. Maria's voeten rusten niet op de gewoonlijke draak, slang of duivel maar op een halve maansikkel. Er is een schilderij van de Sacra Conversatione (heilig gesprek) uit het begin van  de 16e eeuw. Ook is er een gepolychromeerde gotische beeldengroep van de Heilige Familie en een 18e-eeuwse Madonna met Kind. De preekstoel en de biechtstoelen zijn in Lodewijk XV-stijl en stammen uit het midden van de 18e euw.